# The Fragile
The Fragile (с англ. — «Хрупкое») — третий полноформатный студийный альбом американской индастриал-рок-группы Nine Inch Nails, впервые выпущенный в сентябре 1999 года; четырнадцатый релиз по нумерации Halo. Совместно спродюсированный фронтменом группы Трентом Резнором и его долговременным сотрудником Аланом Молдером, альбом распространялся в США лейблами Nothing Records и Interscope Records; в Европе распространением альбома занимался лейбл Island Records. После выхода альбом возглавил хит-парад Billboard 200, но на следующей неделе сошёл на 16-ю позицию; в профильной прессе The Fragile получил преимущественно положительные оценки.

## Написание и запись
«The Fragile» был альбомом, основанным во многом на страхе, потому что я чертовски боялся того, что со мной происходило ... Вот почему на этой пластинке не так много текстов. Я, блядь, не мог думать. Невообразимое количество усилий было вложено в эту запись очень несфокусированным образом.
The Fragile был спродюсирован Трентом Резнором и Аланом Молдером в студии Nothing в Новом Орлеане. В Nine Inch Nails произошли некоторые кадровые изменения после тура Self-Destruct, в ходе которого барабанщика Криса Вренну заменили Уилл Рифлин и Джером Диллон, последний из которых стал штатным барабанщиком Nine Inch Nails до конца 2005 года. Чарли Клоузер и Дэнни Лонер время от времени вносили свой вклад в инструментовку и композицию нескольких треков, хотя альбом был преимущественно написан и исполнен одним Резнором. The Fragile был сведён Аланом Молдером, мастеринг проводил Том Бейкер. Упаковка альбома была создана Дэвидом Карсоном и Робом Шериданом.

## Музыка и лирика
Более чем за год до выхода альбома Резнор предположил — возможно намеренно вводя в заблуждение, — что альбом «будет раздражать людей, потому что он не является традиционным для Nine Inch Nails. Подумайте о самой нелепой музыке, которую вы когда-либо могли себе представить, с детскими стишками поверх неё. Куча поп-песен».
В отличие от сильно искажённых инструментов и грубого индастриал-звучания предыдущего альбома, The Downward Spiral, альбом The Fragile больше полагается на звуковые ландшафты, электронные биты, шумовой эмбиент, рок-гитару и использование мелодий в качестве гармоний. Несколько критиков отметили, что на альбом, по-видимому, повлияли жанры прогрессивный рок, арт-рок, электроника и авангардная музыка. В журнале The Rolling Stone Album Guide (2004 г.), а также ряд критиков, такие как Эдна Гандерсен из USA Today и Уилл Гермес из Entertainment Weekly классифицировали The Fragile как арт-рок-альбом. Гермес считает, что, как и арт-рок-исполнители King Crimson и Дэвид Боуи, Резнор включает в альбом элементы классической музыки XX века, «смешивая препарированные фортепианные мелодии а-ля Джон Кейдж с тематическим колоритом Клода Дебюсси». Музыкальный журналист Энн Пауэрс отмечает влияние таких прогрессивных рок-групп, как King Crimson и Roxy Music, а также экспериментальных музыкантов-электронщиков, таких как Autechre и Squarepusher, и пишет, что в The Fragile используются басовые линии в стиле фанк, североафриканские минорные тональности и обработка тональности композиторами-символистами, такими как Дебюсси. В альбоме также есть несколько искажённых гитарных партий, которые, по мнению Пауэрса, могут понравиться фанатам Nine Inch Nails. Роб Шеффилд отмечает «атмосферу прог-рока», похожую на альбом группы Pink Floyd 1979 года The Wall, и считает, что The Fragile — это такой же «двойной альбом, который даёт выход… отчуждение и страдание превращаются в параноидальные студийные галлюцинации, каждый трек забит наложениями до тех пор, пока не останется места для дыхания».
Около 10 лет назад или около того я заперся в доме на берегу океана и попытался сделать это… Я сказал, что пытаюсь написать музыку. Некоторым из которых работали над «The Fragile». Но на самом деле я пытался покончить с собой. И всё время, пока я был один, мне удалось написать одну песню, которая и есть эта песня. Поэтому, когда я играю её, я чувствую себя довольно странно, потому что это возвращает меня в довольно мрачное и ужасное время в моей жизни. Странно думать, насколько всё изменилось сейчас: Я всё ещё жив, я ещё не умер. И я боюсь возвращаться в то место, потому что оно кажется мне каким-то навязчивым, но я собираюсь вернуться. Там я собираюсь жениться на Мэрикуин Маандиг.
Описанный Резнором как продолжение The Downward Spiral — альбома с сюжетом, подробно описывающим уничтожение человека, — The Fragile — это концептуальный альбом, посвящённый его личным проблемам, включая депрессию, страх и злоупотребление наркотиками. Его вокал, по большей части, более мелодичен и несколько мягче, что является отступлением от его резкого и часто сердитого пения в предыдущих работах. Однако несколько музыкальных критиков, включая самого Резнора, заметили отсутствие текстов песен на альбоме. В журнале The Bulletin интерпретируют The Fragile как индастриал-рок-альбом о «страхе и ненависти, которые могли бы конкурировать с альбомом The Wall группы Pink Floyd». В некотором смысле The Fragile — это реакция на The Downward Spiral. Резнор сравнил лирическое содержание двух альбомов: 

Я хотел, чтобы этот альбом звучал так, как будто в ситуации было что-то изначально неправильное, как будто кто-то изо всех сил пытался собрать кусочки воедино. The Downward Spiral состояла в том, чтобы снять слои и прийти к обнажённому, уродливому концу. Этот альбом начинается в конце, затем пытается создать порядок из хаоса, но так и не достигает данной цели. Вероятно, это более мрачный альбом, потому что он возвращается туда, откуда начался — с теми же эмоциями. Альбом начинается «Somewhat Damaged» и заканчивается «Ripe (With Decay)».
Песня «I’m Looking Forward to Joining You, Finally» записана в буклете альбома как «for clara», предполагая, что тема песни, например «The Day the World Went Away», посвящена бабушке Резнора, Кларе Кларк.
Автор романа «Бойцовский клуб» Чак Паланик выделил песню «The Wretched», прокомментировав следующее: «Я помню, как был поражён, когда впервые услышал это… Это была не просто скука: это было активное, агрессивное, злое отсутствие заботы. Это не „Давайте покончим с собой“, это „Давайте убьём друг друга“… Это не рок-н-ролл и не классика. Это что-то между».
Согласно документу ЦРУ, озаглавленному «Руководство по методам допроса», песня «Somewhat Damaged» была одной из 13-ти песен, которые играли для заключённых в Гуантанамо, предположительно, в качестве средства пыток.

## Обзор
| Оценки критиков            | Оценки критиков |
| Источник                   | Оценка          |
| -------------------------- | --------------- |
| AllMusic                   | [ 17 ]          |
| Christgau's Consumer Guide | B               |
| Entertainment Weekly       | A−              |
| The Guardian               | [ 19 ]          |
| Los Angeles Times          | [ 20 ]          |
| NME                        | 5/10            |
| Pitchfork                  | 8.7/10          |
| Rolling Stone              | [ 11 ]          |
| Spin                       | 9/10            |
| USA Today                  | [ 8 ]           |

The Fragile является концептуальным альбомом, чьей главной темой стал «распад вещей на части». Альбом продолжает сюжет The Downward Spiral, несмотря на полное изменение в звучании и стилистике альбома. Многие песни на альбоме заимствуют басовые, гитарные, клавишные и другие инструментальные партии из других композиций с альбома: например фортепиано на «The Frail» становится гитарой на «The Fragile», бас используемый в «La Mer» переходит в «Into The Void», а мелодия в начале «We're in This Together» появляется на «The Wretched». Такие переходы характерны для концептуальных записей.
Этот альбом был не столь коммерчески успешен, как его предшественник. Несмотря на сильное начало на пике Billboard 200, альбом быстро вылетел из первой десятки уже за неделю после выхода. Резнор был вынужден предоставить финансирование для последующего североамериканского тура из собственного кармана. Дизайн обложки был спроектирован Дэвидом Карсоном.

Первый сингл, «The Day the World Went Away», был выпущен за два месяца до выхода альбома. «Into the Void» и «We're in This Together» оказались самыми успешными синглами с альбома. Би-сайд «Starfuckers, Inc.» был добавлен в треклист в самый последний момент, и стал последним синглом с The Fragile.

«Just Like You Imagined» использовался в трейлере к фильму «300 спартанцев», немного изменённая версия «The Day the World Went Away» в трейлере к «Терминатор: Да придёт спаситель» и «We’re in This Together» в трейлере к фильму «Мстители». Песня «The Mark Has Been Made» (а так же ее отдельные фрагменты) была использована в игре Need for Speed Undercover.

## Список композиций
Альбом вышел на компакт-дисках, виниле и кассетах. CD-версия является самой короткой по времени звучания. На виниле содержатся эксклюзивные треки «The New Flesh» и «10 Miles High», а также несколько удлиненные версии одних песен и чуть сокращенные версии других. Трек «Please» на кассете имеет дополнение, известное как «Appendage». "Decay", в качестве дополнения с "Ripe" есть только на CD, но при этом сама "Ripe" сокращена на несколько секунд относительно версий на аналоговых носителях. Ниже представлен список композиций двух компакт-дисков.
Слова и музыка всех песен — Трента Резнора, если не указано иное.
| №   | Название                                 | Длительность |
| --- | ---------------------------------------- | ------------ |
| 1.  | «Somewhat Damaged» (Резнор, Дэнни Лонер) | 4:31         |
| 2.  | «The Day the World Went Away»            | 4:33         |
| 3.  | «The Frail»                              | 1:54         |
| 4.  | «The Wretched»                           | 5:25         |
| 5.  | «We're in This Together»                 | 7:16         |
| 6.  | «The Fragile»                            | 4:35         |
| 7.  | «Just Like You Imagined»                 | 3:49         |
| 8.  | «Even Deeper» (Резнор, Лонер)            | 5:48         |
| 9.  | «Pilgrimage»                             | 3:31         |
| 10. | «No, You Don't»                          | 3:35         |
| 11. | «La Mer»                                 | 4:37         |
| 12. | «The Great Below»                        | 5:17         |

| №   | Название                                                                                        | Длительность |
| --- | ----------------------------------------------------------------------------------------------- | ------------ |
| 1.  | «The Way Out Is Through» (Резнор, Кейт Хиллебрандт, Чарли Клоузер)                              | 4:17         |
| 2.  | «Into the Void»                                                                                 | 4:49         |
| 3.  | «Where Is Everybody?»                                                                           | 5:40         |
| 4.  | «The Mark Has Been Made» (Примерно пол-минуты из песни "10 Miles High" использовано как outro.) | 5:15         |
| 5.  | «Please»                                                                                        | 3:30         |
| 6.  | «Starfuckers, Inc.» (Резнор, Клоузер)                                                           | 5:00         |
| 7.  | «Complication»                                                                                  | 2:30         |
| 8.  | «I'm Looking Forward to Joining You, Finally»                                                   | 4:13         |
| 9.  | «The Big Come Down»                                                                             | 4:12         |
| 10. | «Underneath It All»                                                                             | 2:46         |
| 11. | «Ripe (With Decay)»                                                                             | 6:34         |

## Позиции в чартах
| Чарт (1999)             | Высшая позиция |
| ----------------------- | -------------- |
| ARIA Charts             | 2              |
| Ö3 Austria Top 40       | 14             |
| Ultratop (Фландрия)     | 36             |
| Canadian Albums Chart   | 2              |
| Suomen virallinen lista | 10             |
| SNEP                    | 27             |
| Offizielle Top 100      | 17             |
| Oricon                  | 15             |
| RIANZ                   | 28             |
| VG-lista                | 9              |
| Scottish Albums         | 19             |
| Sverigetopplistan       | 18             |
| UK Albums Chart         | 10             |
| Billboard 200           | 1              |
| Top Internet Albums     | 1              |

| Чарт (1999/2000) | Высшая позиция |
| ---------------- | -------------- |
| Billboard 200    | 164            |

| Провайдер | Сертификация | Продажи, экз. |
| --------- | ------------ | ------------- |
| CRIA      | 2×Платиновый | 200,000+      |
| BPI       | Серебряный   | 60,000+       |
| RIAA      | 2×Платиновый | 2,000,000+    |

### Синглы
| Год  | Песня                            | Высшая позиция | Высшая позиция | Высшая позиция | Высшая позиция | Высшая позиция | Высшая позиция | Высшая позиция | Высшая позиция |
| Год  | Песня                            | B100           | ALT            | MAIN           | AUS            | CAN            | JP             | NZ             | UK             |
| ---- | -------------------------------- | -------------- | -------------- | -------------- | -------------- | -------------- | -------------- | -------------- | -------------- |
| 1999 | «The Day the World Went Away»    | 17             | —              | —              | 31             | 1              | 64             | 15             | —              |
| 1999 | «We’re in This Together»         | —              | 11             | 21             | 72             | —              | —              | —              | 39             |
| 2000 | «Into the Void» (промосингл)     | —              | 11             | 27             | 72             | —              | —              | —              | —              |
| 2000 | «Starfuckers, Inc.» (промосингл) | —              | 39             | —              | —              | —              | —              | —              | —              |

## Участники записи
| - Трент Резнор — вокал, гитара, виолончель, фортепиано (3), синтезаторы, программирование, продюсер - Том Бэйкер — мастеринг - Эдриан Белью — гитара (7, 12, 15) - Хизер Беннет — бэк-вокал - Клинтон Брэдли — программирование, технический ассисиент Боба Эзрина, программирование на стадии мастеринга - Buddha Boys Choir — хор, пение (9) - Buddha Debutante Choir — бэк-вокал (2) - Ди Коулмэн — бэк-вокал - Чарли Клоузер — программирование (14), атмосфера (12), синтезаторы - Мелисса Дэйгл — бэк-вокал - Пол ДеКарли — программирование - Джером Диллон — ударные (5) - Dr. Dre — ассистент по сведению («Even Deeper») - Боб Эзрин — ассистент по последовательности альбома - Майк Гарсон — фортепиано (7, 13) - Пэйдж Хэмилтон — гитара («No, You Don’t») - Трейси Хардин — бэк-вокал - Лео Эррера — звукоинженер - Кейт Хиллебрандт — программирование, хор - Дэнни Лонер — программирование ударных, атмосфера, синтезаторы, гитара (1, 7, 12) - Клинт Мэнселл — хор - Алан Молдер — продюсер, звукоинженер, микширование - Дэйв Огилви — звукоинженер - Брайан Поллак — звукоинженер | - Стив Альбини — звукоинженер - Элькин Райс — бэк-вокал - Терри Райс — бэк-вокал - Билл Рифлин — ударные (11) - Барбара Уилсон — бэк-вокал - Лесли Уилсон — бэк-вокал - Стив Дуда — программирование, хор, перкуссия (9), скрипка - Эрик Эдмонсон — хор - Черри Холли — труба (9) - Даг Айдлмэн — хор - Маркус Лондон — хор - Дэниз Милфорд — вокал (11) - Джуди Миллер — бэк-вокал - Гэри И. Нил — бэк-вокал - Мэтью Николс- бэк-вокал - Кристин Пэриш — бэк-вокал - Адам Персо — хор - Марта Превост — вокал - М. Габриэла Ривас — бэк-вокал - Ник Скотт — хор - Родни Салтон — бэк-вокал - Стефани Тэйлор — бэк-вокал - Найджел Вайзхэн — хор - Вилли — виолончель (11) - Мэйсон Кеммер — скрипка - Марта Вуд — бэк-вокал |

### Комментарии
1. ↑  рус. для Клары